# Félix de Gérone
Pour les articles homonymes, voir Saint Félix.
Félix de Gérone (en catalan Sant Feliu) ou Félix l'Africain, est un laïc espagnol, mort en 304 durant la dernière persécution des chrétiens sous Dioclétien. Il est fêté par l'Église catholique le 1er août en tant que saint martyr. 

## Hagiographie
Il est né dans le dernier tiers du IIIe siècle à Scillium (en), dans l'actuel gouvernorat de Kasserine en Tunisie, au sein d'une famille aisée. Il a étudié à Césarée, avec saint Cucufa, établissant ses premiers contacts avec les chrétiens. Il se convertit rapidement au christianisme, fut baptisé et devin diacre. 
De Carthage, il partit pour Gérone en tant que missionnaire avec saint Cucufa. Tandis que celui-ci se dirigea vers le Castrum Octavianum (Sant Cugat del Vallès), Félix alla plus au nord. Il arriva à Empúries, et de là partit pour Gérone, où il s'est installé. Il y promut la foi chrétienne et acquit une grande réputation parmi les habitants de la ville ; mais les autorités romaines, alarmées, l'ont arrêté, et il y fut martyrisé. Il survécut miraculeusement à ses premières tortures : traîné par des chevaux, et jeté à la mer avec une roue de moulin attachée autour de son cou à Sant Feliu de Guíxols. Finalement, il succomba d'avoir la peau arrachée avec des crochets de fer.

## Culte
Félix fut enterré dans un cimetière à la périphérie de la ville. Sa tombe, visitée par des fidèles, devint rapidement un lieu de pèlerinage et un bâtiment, un martyrium ou un petit sanctuaire, fut construit pour la protéger. C'est à partir de ce bâtiment que fut construite une première église romane qui fut à l'origine de l'actuelle basilique  Saint-Félix et dont l'emplacement d'origine correspondrait à l'actuel presbytère. L'église de Saint Félix est donc le temple chrétien le plus ancien de la ville de Gérone et fut sa cathédrale jusqu'à la consécration de celle de Sainte-Marie au XIe siècle.
La fête de saint Félix de Gérone est célébrée le 1er août.
Le culte du saint s'est propagé en Gaule (Tours, Narbonne, Sigean, villages pyrénéens), en Espagne (Tolède, Léon, Cordoue, Cadix, Saragosse, Séville…), au Portugal, et même en Afrique du Nord.